# Istoria Slovaciei
Slovacii sunt un popor de origine slavă. În antichitate, teritoriul a fost locuit de triburi dacice, celtice și germanice, iar peste câteva secole, teritoriul a fost încorporat în Imperiul Roman.
Poporul de origine slavă, ai cărui strămoși au ajuns pe teritoriul actualei Slovacii între secolele V și VI, în timpul Migrațiilor. Mai multe regiuni ale Slovaciei au aparținut Imperiului lui Samo, prima entitate politică a slavilor, apoi Moraviei Mari, Regatului Ungariei, Imperiului Habsburgic, Imperiului Austro-Ungar și apoi Cehoslovaciei. Un stat separat slovac a existat în timpul celui de Al Doilea Război Mondial, între 1939-1945, urmând, într-un final, să devină iarăși parte a Cehoslovaciei. Slovacia și-a obținut independența pe 1 ianuarie 1993, în urma unei dizolvări pașnice a Cehoslovaciei, numită și Divorțul de Catifea. Țara s-a alăturat Uniunii Europene în 2004 și Zonei euro pe 1 ianuarie 2009.

## Înainte de secolul V d.Hr.
Începând cu aproximativ 450 î.Hr., pe teritoriul actual al Slovaciei s-au așezat celții, care au construit oppida puternice în Bratislava și Havránok. Biatecii, monedele de argint cu numele regilor celți, reprezintă cea mai veche formă de scriere cunoscută în Slovacia. Din anul 6 d.Hr., Imperiul Roman, aflat în plină expansiune, a construit și menținut un lanț de avanposturi în jurul Dunării. Regatul Vannius, un regat barbar fondat de tribul germanic Quadi, a existat în Slovacia vestică și centrală din 20 până în 50 d.Hr.

## State slave
Populația de origine slavă s-a așezat în teritoriul actual al Slovaciei în secolul V d.Hr., ce s-a amestecat cu celți, romani si germanici, traco-daci. Slovacia de vest a fost centrul Imperiului lui Samo din secolul VII. Un stat slovac, cunoscut ca Principatul Nitra, a apărut în secolul VIII, și conducătorul lui, Pribina, a consacrat prima biserică creștină de pe teritoriul Slovaciei în 828. Împreună cu Moravia învecinată, a constituit nucleul Moraviei Mari, începând cu anul 833. Curând însă cneazul Pribina a fost expulzat de pe tron de către Mojmir I. Apogeul acestui imperiu slavonic a fost găzduirea sfinților Chiril și Metodiu în 863, în timpul domniei prințului Rastislav, precum și expansiunea teritorială din timpul regelui Svatopluk I.

## Regatul Ungariei

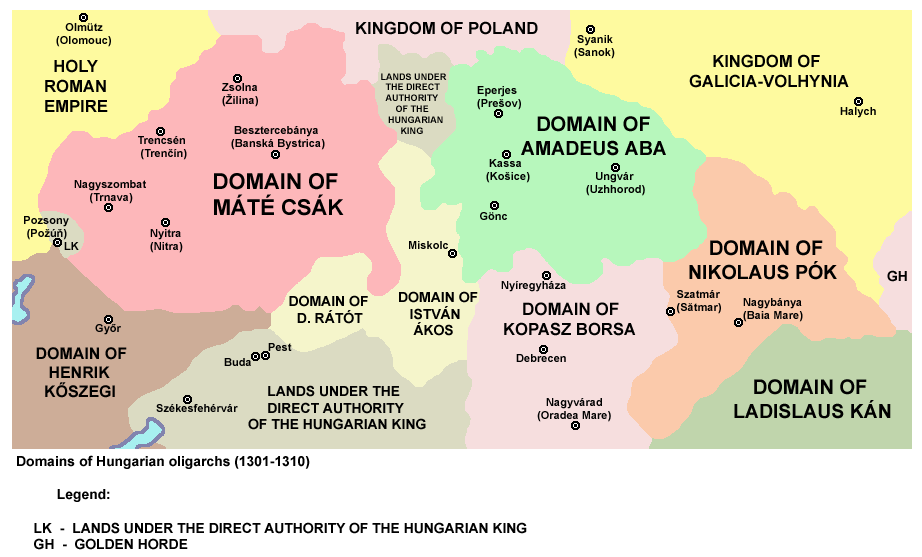
Donenii ale oligarhilor magiari (1301-1310)

După dezintegrarea Moraviei Mari, la începutul secolului X, maghiarii au anexat, treptat, teritoriul actual al Slovaciei. La sfârșitul secolului X, Slovacia de sud-vest a fost încorporată în Principatul Ungar, aflat pe atunci în expansiune (după anul 1000 devine Regatul Ungariei). Mare parte din Slovacia a fost integrată în Regatul Ungariei până în c.1100, iar regiunile din nord-est până în c.1300. Datorită nivelului său de dezvoltare economică și culturală ridicat, Slovacia și-a menținut o poziție importantă în cadrul noului stat. Timp de aproximativ două secole, s-a bucurat de autonomie ca Principatul Nitra, în cadrul Regatului Ungariei. Așezările slovace s-au extins până în zona nordică și sud-estică a Ungariei actuale, în timp ce maghiarii au început să se stabilească în sudul Slovaciei actuale. Compoziția etnică s-a diversificat prin așezarea germanilor carpatici (din secolul XIII), a valahilor (din secolul XIV), și a evreilor.
Rezultatul invaziei mongole din 1241, și al foametei derivate, a fost o pierdere masivă de populație. Cu toate acestea, Slovacia medievală a fost caracterizată, mai degrabă, de orașe active, construcția multor castele de piatră, și dezvoltarea artelor. În 1467, regele Matei Corvin a fondat prima universitate în Bratislava, dar instituția a fost desființată după moartea acestuia.
După ce Imperiul Otoman și-a început expansiunea pe teritoriul Regatului Ungariei, ocupând Buda, la începutul secolului al XVI-lea, centrul Regatului s-a mutat către Slovacia, iar Bratislava (cunoscută ca Pressburg, Pozsony, Pressporek sau Posonium pe atunci) a devenit capitala „Ungariei Regale” în 1536. Dar războaiele otomane și revoltele frecvente împotriva Monarhiei Habsburgice au cauzat distrugeri, în special, în zonele rurale. Pe măsură ce turcii s-au retras din Ungaria, în secolul al XVIII-lea, importanța Slovaciei în cadrul regatului a scăzut, deși Bratislava și-a menținut statutul de capitală a Ungariei până în 1848, când Budapesta a fost declarată noua capitală.
Teritoriul actual slovac a intrat sub stăpânirea Ungariei și apoi după cucerirea ei de către Austria. În anul 1848 slovacii se răscoală împotriva ungurilor, însă victoria lor contra Austriei face noul stat să incorporeze și pe slovaci. După compromisul și formarea Austro-Ungariei Slovacia este incorporată Tisleithaniei (părții ungurești).
În timpul revoluției din 1848-49 slovacii au fost de partea împăratului austriac, deoarece scopul lor era separarea de partea ungară a monarhiei austriece, dar nu și-au putut îndeplini obiectivul. În timpul Dualismului Austro-Ungar (1867-1918), slovacii au avut de suferit de pe urma politicii dure de maghiarizare a guvernului maghiar.

## Republica Slovacă (1939-1945)
După invadarea Cehiei, Hitler l-a invitat pe monseniorul Jozef Tiso la Berlin, pentru a-l îndemna să proclame independența Slovaciei. Tiso a refuzat să ia decizia proclamării independenței fără a consulta dieta. Hitler a fost de acord ca problema independenței să fie hotărâtă de Dieta slovacă (parlamentul). La 14 martie 1939, a fost convocată Dieta. În sesiunea parlamentului, Tiso a prezentat un raport asupra discuțiilor cu Hitler, iar deputații au aprobat, în unanimitate, proclamarea independenței. Jozef Tiso a fost numit prim-ministru al noii republici. Nu peste multă vreme Slovacia a fost atacată de Ungaria iar Germania, deși avea un tratat de protecție cu Slovacia, nu a sprijinit Slovacia în acest război iar slovacii au fost siliți să piardă un ținut cu 1,697 km².
Împreuna cu Germania și Uniunea Sovietică, Slovacia a atacat Polonia pentru a-și recâștiga pământurile pierdute în 1938 și, respectiv, 1922. De asemenea, a luat parte la Operațiunea Barbarossa.
După sfârșitul celui de-al Doilea Război Mondial, Cehoslovacia a fost reînființată. 

## Cehoslovacia și Al Doilea Război Mondial
După căderea Austro-Ungariei, cehii și slovacii au format Cehoslovacia. În ecranul slovac, dominația cehă a trebuit pur și simplu înlocuită cu cea maghiară, deoarece cehii, care au fost în imposibilitatea de a găsi poziții în Boemia sau Moravia, au preluat posturi administrative locale și educaționale în Slovacia. O minoritate din slovaci a fost, în general, pentru clerul catolic slovac, burghezia rurală, și țărănimea a vrut autonomie. Autonomia politică a fost o problemă deosebit de gravă pentru slovaci. După Acordul de la München, Slovacia a obținut autonomia în cadrul Cehoslovaciei.
Adolf Hitler, care se pregătea să invadeze Cehia, avea mai multe planuri pentru Slovacia. Decizia finală a lui Hitler a fost să creeze un stat separat slovac aflat sub „protecția” Germaniei, care să reprezinte o bază strategică de atac împotriva Poloniei. Pe 13 martie 1939, Hitler l-a invitat pe monseniorul Jozef Tiso (fostul premier al Slovaciei autonome, înlăturat prin forță de trupele cehe cu câteva zile mai înainte) la Berlin, pentru a-l îndemna să proclame independența Slovaciei, alternativa fiind împărțirea țării între Ungaria și Polonia. Această posibilitate a fost „confirmată” de Joachim von Ribbentrop, care a prezentat un raport fals cu privire la mobilizarea trupelor maghiare la granița cu Slovacia. Tiso a refuzat să ia decizia proclamării independenței de unul singur. Hitler a fost de acord ca problema independenței să fie hotărâtă de Dieta (parlamentul) slovacă. Pe 14 martie, a fost convocată Dieta. În sesiunea parlamentului, Tiso a prezentat un raport asupra discuțiilor cu Hitler, iar deputații au aprobat în unanimitate proclamarea independenței. Jozef Tiso a fost numit președinte al noii republici. Slovacia a semnat un tratat cu Germania prin care al doilea devenea un protector al țării. Slovacia s-a înscris în război de partea Axei ajutând de multe ori Germania. După izbucnirea insurecției naționale antinaziste din august 1944, germanii au ocupat din septembrie țara. Trupele germene au fost alungate pas cu pas de armatele sovietice, române și cehoslovace care înaintau din răsărit. Prima republică slovacă a încetat definitiv să existe de facto pe 4 aprilie 1945, când Armata Roșie a eliberat Bratislava și ultima parte a Slovaciei. De jure, Republica Slovacă a încetat de jure să existe pe 8 mai 1945, când guvernul slovac în exil a capitulat la Kremsmünster (Austria) în fața generalului Walton Walker, comandantul Armatei a 3-a americane.
Teritoriul Slovaciei eliberate a devenit parte de facto a Cehoslovaciei. După mișcarea comunistă în Cehoslovacia țara s-a reorganizat administrativ în Republica Socialistă Slovacă și Republica Socialistă Cehă. Repartizarea între cehi și slovaci în Cehoslovacia a persistat ca un element cheie în mișcarea de reformă din anii 1960 și reducere a anilor 1970, un deceniu de care se ocupau cu asprime cu atât aspirațiile cehilor și slovacilor. Etnia rămâne parte integrantă a afacerilor sociale, politice și economice a țării. Slovacia a făcut câștiguri importante în producția industrială în anii 1960 și 1970. Prin anii 1970, producția industrială a fost aproape egală cu cea din Cehia. Deși planificatorii slovaci s-au grăbit să se constate că a continuat să rămână, era clar că industria și producția Slovaciei a crescut foarte mult. O îmbunătățire generală în domeniul serviciilor, în special în domeniul sănătății și educației, însoțite de o creștere industrială a Slovaciei. La mijlocul anilor 1980, numărul de medici pe cap de locuitor a depășit ușor Cehia, în timp ce în 1948 acesta a fost de două treimi cifra cehă. Din 1948 până în 1983, numărul de studenți în învățământul superior în Slovacia a crescut la 1.000 de locuitori.
După Revoluția de Catifea s-a eliminat cuvântul "socialistă".

## Prezent
După Divorțul de Catifea, Slovacia a ajuns să fie independentă. Slovacia va deveni o economie tip "tigru" nefiind eclipsată de Cehia. Acest lucru s-a întâmplat, mai ales după 2000, când Slovacia a devenit o economie cu o creștere economică foarte puternică. Deși la ora actuală Cehia are un PIB pe cap de locuitor mai ridicat decât cel slovac, Slovacia a arătat o creștere economică mai mare ca Cehia în ultimii ani și a intrat într-o perioadă de boom economic.